# Eurya amplexifolia
Eurya amplexifolia är en tvåhjärtbladig växtart som beskrevs av Stephen Troyte Dunn. Eurya amplexifolia ingår i släktet Eurya och familjen Pentaphylacaceae. Inga underarter finns listade i Catalogue of Life.